# Henryk Nysenzweig
Henryk Chaim Nysenzweig (ur. 28 lutego 1895) – polski aktor teatralny i filmowy żydowskiego pochodzenia, w latach 1959–1963 aktor Teatru Żydowskiego w Warszawie. Po wydarzeniach marcowych w 1968 wyjechał z Polski.

## Kariera
aktor teatralny
- 1963: Serkełe
- 1962: Bar-Kochba
- 1961: Samotny statek
- 1960: Trzynaście beczek dukatów
- 1960: Strach i nędza III Rzeszy
- 1959: Zielone pola

aktor filmowy
- 1963: Naganiacz
- 1961: Czas przeszły
- 1960: Rzeczywistość